# Канцона (инструментальная)
Канцо́на (итал. canzon, canzona, canzone) — форма инструментальной музыки в Италии XVI—XVII вв. 

## Краткая характеристика
Изначально канцонами назывались переложения (главным образом, для органа) французской многоголосной песни-chanson, затем — оригинальные сочинения, выдержанные в стилистике ранних переложений шансон, отсюда распространённое обозначение «канцона на французский манер» (итал. canzon Francese, canzon alla Francese). Первый сборник, содержащий пьесы, обозначенные как «канцоны», принадлежит М. А. Каваццони (Венеция, 1523). Произведения в этом жанре были широко распространены в Италии второй половины XVI и первой половины XVII веков (А. Габриели, К. Меруло, А. Банкьери, А. Майоне, Дж. Фрескобальди, возможно К. Джезуальдо), позже — у немецких композиторов (И. Я. Фробергер, И. К. Керль, Д. Букстехуде, И. С. Бах). К последней четверти XVI века канцона по стилю мало чем отличалась от ричеркара и фантазии. Основной идеей композиции такой канцоны было тематическое единство произведения (для однотемной) или согласованность разделов (для многотемной).
Самая ранняя из сохранившихся канцон, предназначенных для инструментального ансамбля, датируется 1572 годом — это Canzone da sonar «Le bella» Н.Вичентино, опубликованная в конце пятой книги его мадригалов для пяти голосов. Несколько позже (в 1579 году) во второй книге мадригалов для четырёх голосов напечатана Arie di Canzon francese per sonare М. А. Индженьери. Оба произведения ничем не отличаются от популярных канцон для органа и считаются переложением вокальной музыки для ансамбля инструментов. Некоторые музыковеды (например, Т. Н. Ливанова) увидели в барочной канцоне прообраз кончерто гроссо и даже классической сонаты.
О старинной итальянской многоголосной песне см. статью Канцона.